# فين هالفورسن
فين هالفورسن (من مواليد 21 فبراير 1947) هو لاعب قفز تتزلجي نرويجي سابق. ولد في فالر في هدمارك. تنافس في دورة الألعاب الأولمبية الشتوية لعام 1976 في إنسبروك، في رياضتي التل العادي والتل الكبير.

## وصلات خارجية
- فين هالفورسن على موقع الاتحاد الدولي للتزلج (القفز التزلجي) (الإنجليزية)
- فين هالفورسن على موقع أوليمبيديا (الإنجليزية)